# Liste bekannter Dendrochronologen
Die Dendrochronologie und die Dendroarchäologie sind interdisziplinäre Zweige der Archäologie, die aus der Botanik und den Forstwissenschaften (Dendrologie) hervorgegangen sind und sich häufig mit den Wissenschaftsbereichen der Palynologen, Paläobotaniker und Pollenanalytiker überschneiden. Als interdisziplinärer Forschungszweig werden hier solche Dendrochronologen und Dendroarchäologen verzeichnet, die in ihrem Fach für dieses Gebiet habilitiert wurden, als Autoren relevant sind, oder andere bedeutende Beiträge zur Dendrochronologie geleistet haben. Fachfremde, sowie Amateure, Autodidakten und andere für die Dendrochronologie bedeutende Personen, die jedoch nicht als Wissenschaftler oder dendrologische Fachleute angesehen werden, finden sich mit Ausnahme der Pioniere am Ende in einem gesonderten Abschnitt verzeichnet.

## A
- Paul Amaroli (Salvadorianer)

## B
- Charles Babbage (Engländer, 1791–1871)
- Mike G.L. Baillie (Brite, 1944–2023)
- Bryant Bannister (US-Amerikaner, 1926–2016)
- Andreas Bauerochse (Deutscher, * 1963)
- Bernd Becker (Deutscher, 1940–1994)
- Hermann Behling (Deutscher)
- Hans-Jürgen Beug (Deutscher, 1932–2022)
- André Billamboz (Franzose)
- Matthias Bolliger (Schweizer)
- Keith R. Briffa (Brite, 1952–2017)
- Georges-Louis Leclerc de Buffon (Franzose, 1707–1788)

## C
- Mark Cavanagh (US-Amerikaner)
- Victor L. Caetano Andrade (Australier, * 1990)
- Jörg Christiansen (Deutscher)
- Olga Churakova (Sidorova) (Russin)
- Otto Cichocki (Deutscher, * 1955)
- Grahame Clark (Brite, 1907–1995)

## D
- Jeffrey S. Dean (US-Amerikaner, * 1939)
- Andrew Ellicott Douglass (US-Amerikaner, 1867–1962)
- Henri Louis Duhamel du Monceau (Franzose, 1700–1782)
- Robert A. Dull (US-Amerikaner)

## E
- Dieter Eckstein (Deutscher, 1939–2021)
- Jan Eckstein (Deutscher, * 1976)
- Thomas Eißing (Deutscher, * 1962)

## F
- Michael Friedrich (Deutscher, * 1965)
- Harold C. Fritts (US-Amerikaner, 1928–2019)

## G
- Carol B. Griggs (US-Amerikanerin, 1954–2023)
- Eberhard Grüger (Deutscher, * 1938)

## H
- Robert Hartig (Deutscher, 1839–1901)
- Karl-Uwe Heußner (Deutscher, * 1954)
- Jutta Hofmann (Deutsche)
- Ernst Hollstein (Deutscher, 1918–1988)
- Bruno Huber (Österreicher, 1899–1969)

## J
- Svea Jahnk (Deutsche)

## K
- Jacobus C. Kapteyn (Niederländer, 1851–1922)
- Peter Klein (Deutscher, * 1945)
- Raymond Kontic (Schweizer, * 1958)
- Cornelia Krause (Deutsch-Kanadierin)
- Jacob Kuechler (Deutscher/US-Amerikaner, 1823–1893)
- Peter Kuniholm (US-Amerikaner, * 1937)
- Tomáš Kyncl (Tscheche, * 1972)

## L
- Alexander Land (Deutscher)
- Dafna Langgut (Israelin)
- Steven W. Leavitt (US-Amerikaner)
- Barbara Leuschner (Deutsche)
- Hanns Hubert Leuschner (Deutscher)
- Eryuan Liang (Chinese)
- Hans W. Linderholm (Schwede)
- Nili Liphschitz (Israelin, 1944–2019)
- Yu Liu (Chinese)

## M
- Andrej Maczkowski (Schweizer)
- Sturt W. Manning (US-Amerikaner)
- Sebastian Million (Deutscher)
- Cécile Miramont (Französin)
- Vladimir Myglan (Russe)

## N
- Oliver Nelle (Deutscher, * 1970)
- Katharina Neumann (Deutsche)
- Maryanne W. Newton (US-Amerikanerin)
- Mechthild Neyses-Eiden (Deutsche)

## P
- Maren I. Pauly (Deutsche)
- Jonathan R. Pilcher (Brite)
- Nathsuda Pumijumnong (Thailänder)

## R
- Julius Theodor Christian Ratzeburg (Deutscher, 1801–1871)
- Daniel Reichle (Deutscher)
- Colin Renfrew (Brite, 1937–2024)
- Sara A. Rich (US-Amerikanerin)
- Ulrich Ruoff (Schweizer, * 1940)
- Andreas Rzepecki (Deutscher)

## S
- Burghart Schmidt (Deutscher)
- Hermann Schwabedissen (1911–1996)
- Fritz Hans Schweingruber (Schweizer, 1936–2020)
- Arthur von Seckendorff-Gudent (Schweiz-Österreicher, 1845–1886)
- Jeong-Wook Seo (Koreaner, * 1971)
- Lyudmila S. Shumilovskikh (Russin)
- Fyodor Nikiforovich Shvedov (Russe, 1840–1905)
- Marco Spurk (Deutscher)
- Cecil L. Striker (US-Amerikaner, 1933–2024)

## T
- Willy Tegel (Deutscher)
- Theophrastos von Eresos (Grieche, 371–287)
- Ramzi Touchan (US-Amerikaner)
- Alexander Catlin Twining (US-Amerikaner, 1801–1884)

## U
- Arif Habibal Umam (Indonesier)
- Julia Unkelbach (Deutsche)

## V
- Evgenij A. Vaganov (Russe, * 1948)
- Arjan Versteeg (Niederländer, * 1973)
- Hessel de Vries (Niederländer, 1916–1959)

## W
- Julia Weidemüller (Deutsche, * 1984)
- Horst Weisgerber (Deutscher, * 1935)
- Thorsten Westphal (Deutscher, * 1966)

## Y
- Maxim Yermokhin (Weißrusse)

## Fachfremde und Nichtwissenschaftler
- Hong Mai (Chinese, 1123–1202)
- Felix Walder (Schweizer)